# 永田琴
永田琴（1970年1月30日—），出生於日本大阪府，日本女导演、编剧，代表作品为《一吻定情》、《关于莉莉周的一切》、《花與愛麗絲》及《果醬》等。

## 生平
永田琴畢業於日本關西學院大學商学专业。在大学期間担任过编舞、舞台设计等工作。后因对影像制作产生兴趣，毕业后在ウィルコ影视制作公司担任助理导演。1988年，永田琴成为日本知名導演岩井俊二与攝影師田的助手。
2001年，永田琴發表处女作《壁穴（OV）》。2004年拍摄了首部剧场版电影《恋文日和》。2006年开始作為獨立導演拍摄制作长篇电影《渋谷区円山町》。2007年执导由神木隆之介和福田麻由子主演的電影《Little_DJ～小小的爱情故事》，該片根据鬼冢忠小说改编，公映后获得业内外一致好评。另外永田琴拍摄的短片《WOMAN》，在資生堂主办的《银幕中的銀座》（2007年在House of Shiseido举办）中展出。最近的作品有，长泽雅美主演的東野圭吾《分身》以及其为内衣品牌Wacoal拍摄的短片《关于内衣的故事》等。

## 外部連結
- 永田琴官方網站 （页面存档备份，存于）
- 永田琴的新浪微博
- 永田琴在互联网电影资料库（IMDb）上的資料（英文）